# Джордж Сігман
Джордж Сігман (англ. George Siegmann; 8 лютого 1882, Нью-Йорк — 22 червня 1928, Голлівуд, штат Каліфорнія) — американський актор німого кіно.

## Біографія
Знявся більше ніж у ста фільмах. Найбільш помітними його ролями стали: Сайлас Лінч в «Народженні нації» Д. Гріффіта (1915), Портос в «Трьох мушкетерах» (1921), Білл Сайкс в «Олівері Твісті» (1922); останніми ролями став охоронець у фільмі «Кіт і канарка», і доктор Харканон в «Людині, яка сміється» (закінчений в 1927, випущений в 1928 році).
У червні 1915 року Сигман був важко поранений внаслідок аварії автомобіля під керуванням Актора і режисера методу Браунінга, який теж сильно постраждав. Ще один пасажир, кіноактор Елмер Бут, загинув. У Сігмана було зламано чотири ребра, глибока рвана рана стегна, і пошкодження внутрішніх органів.
У 1927 році одружився з Мод Дарбі. Приблизно через рік, в 1928 році, після тривалої хвороби, помер від злоякісної анемії.

## Вибрана фільмографія
- 1913 — Головний зломщик / The Master Cracksman — Томас
- 1913 — Великий бос / The Big Boss — Морган, великий бос
- 1914 — Над виступом / Over the Ledge
- 1915 — Убивство Дена Макгрю / The Shooting of Dan McGrew — Джейк Хабл
- 1921 — Три мушкетери / The Three Musketeers
- 1922 — Олівер Твіст / Oliver Twist — Білл Сайкс
- 1923 — Скарамуш / Scaramouche — Дантон
- 1924 — Одкровення / Revelation — Хофер
- 1924 — Святий диявол / A Sainted Devil — Ель Тігре
- 1924 — Викрадені таємниці / Stolen Secrets — Нат Фокс
- 1927 — / Love Me and the World Is Mine
- 1928 — Людина, яка сміється